# عباس النوری
عباس النوری (به عربی: عباس النوری) بازیگر متولد ۸ دسامبر ۱۹۵۲ در شهر دمشق کشور سوریه است.
وی در مجموعه تلویزیونی شبهای صالحیه، در نقش استاد عمر بازی کرده‌است.

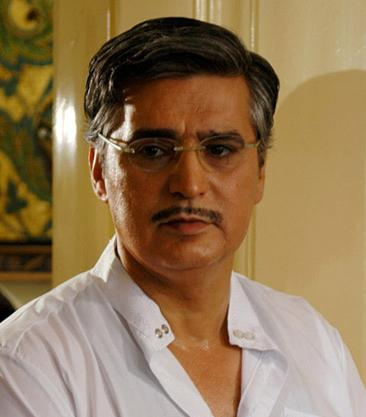

## مجموعه‌های تلویزیونی
- (۱۹۷۶) البیادر
- (۱۹۸۸) الطبیبة
- (۱۹۹۱) أیام شامیة
- (۱۹۹۴) حمام القیشانی
- (۱۹۹۶) أبو کامل ۱
- (۱۹۹۷) أبو کامل ۲
- (۱۹۹۹) انشودة الامل
- فرصة العمر
- لیل المسافرین
- النصیة
- الأرواح المهاجرة
- زمان الصمت
- کنا أصدقاء
- رقصة الحباری
- الخشخاش
- أبناء وأمهات
- ردم الأساطیر
- دموع مرام
- (۲۰۰۴) شبهای صالحیه در نقش استاد عمر
- (۲۰۰۴) قتل الربیع
- (۲۰۰۴) بقعة ضوء - الجزء الرابع
- (۲۰۰۴) أزواج
- (۲۰۰۵) رجاها
- (۲۰۰۵) الطریق الوعر
- (۲۰۰۶) باب‌الحارة قسمت اول
- (۲۰۰۶) باب‌الحارة قسمت دوم
- (۲۰۰۷) ممرات ضیقة
- (۲۰۰۷) أشیاء تشبة الحب
- (۲۰۰۷) علی حافة الهاویة
- (۲۰۰۷) الاجتیاح
- (۲۰۰۷) الحصرم الشامی
- (۲۰۰۸) الحصرم الشامی۲
- (۲۰۰۹) الحصرم الشامی۳
- (۲۰۰۸) لیس سرابا
- (۲۰۰۸) أولاد القیمریة
- (۲۰۰۹) شـتاء ساخن
- (۲۰۰۹) قلبی معکم
- (۲۰۱۰) سقوط الخلافة
- (۲۰۱۰) حقیقة الأوهام
- (۲۰۱۰) أهل الرایة ۲
- (۲۰۱۰) الخبز الحرام
- (۲۰۱۱) تعب المشوار
- (۲۰۱۱) طالع الفضة
- (۲۰۱۱) العشق الحرام
- (۲۰۱۲) الامیمی